# Broken Barricades
Broken Barricades ist das fünfte Studioalbum der britischen Progressive-Rock-Band Procol Harum. Es wurde im Juni 1971 veröffentlicht.

## Rezeption
Matthew Greenwald schreibt bei AllMusic, dass der Sound der Band nach dem Weggang des Organisten Matthew Fisher auf diesem Album etwas spärlicher klinge, aber „definitiv nicht ohne Größe und Dynamik“. Simple Sister hebt er als „wirklich großartig“ hervor und meint, es sei eine der besten Kompositionen von Gary Brooker und Keith Reid. Andere Titel wie Power Failure und Playmate of the Mouth werden als „erstklassige Songs“ eingestuft.

## Titelliste
Musik: Gary Brooker, Texte: Keith Reid, wenn nichts anderes angegeben

### Seite 1
1. Simple Sister – 5:52
2. Broken Barricades – 3:13
3. Memorial Drive – 3:47 (Trower, Reid)
4. Luskus Delph – 3:48

### Seite 2
1. Power Failure – 4:33
2. Song for a Dreamer – 5:40 (Trower, Reid)
3. Playmate of the Mouth – 5:06
4. Poor Mohammed – 3:07 (Trower, Reid)